# Allantodia aemula
Allantodia aemula là một loài thực vật có mạch trong họ Woodsiaceae. Loài này được (Aiton) Desv. miêu tả khoa học đầu tiên năm 1827.